# Sviluppo postembrionale negli insetti

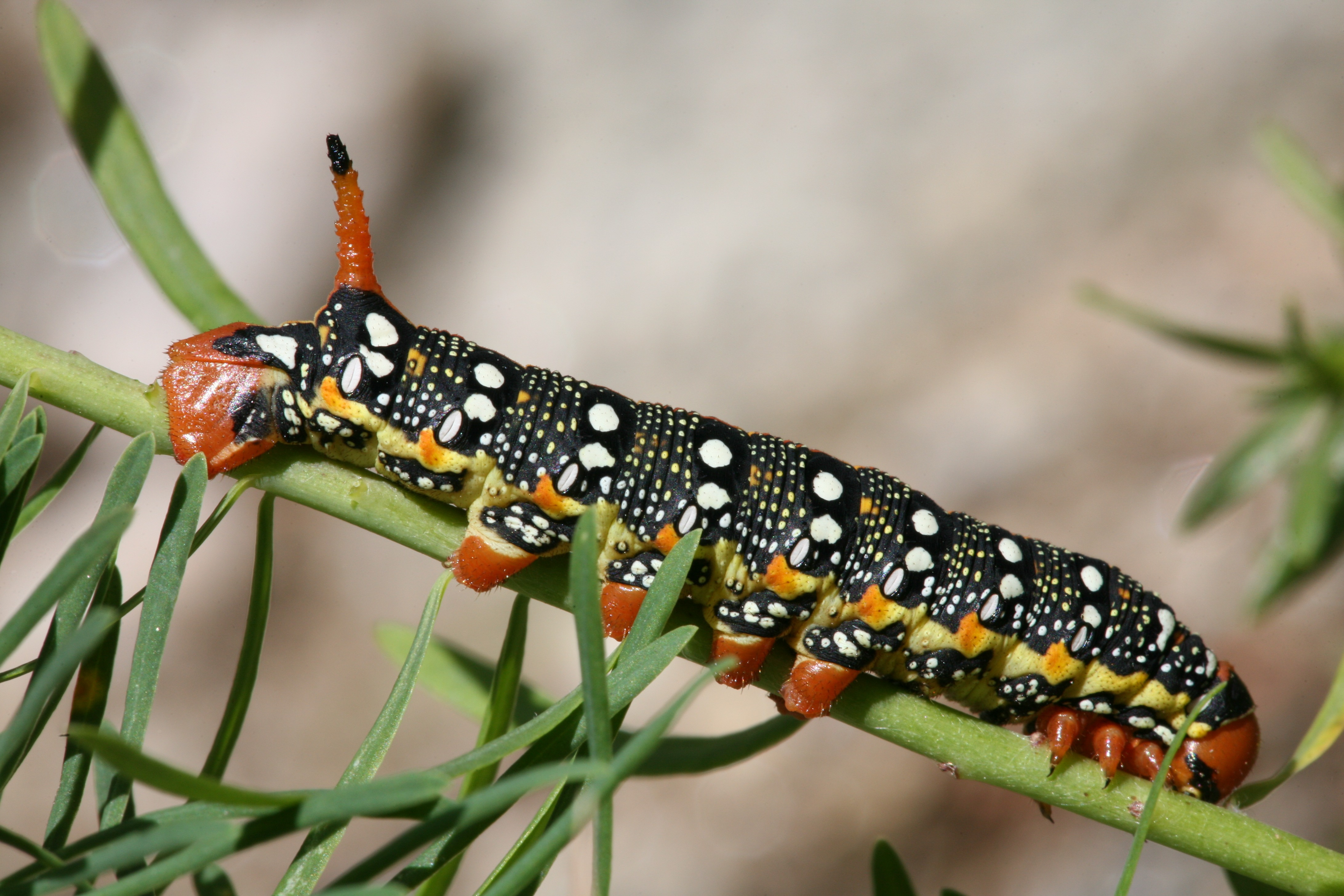
Larva di Lepidottero

Lo sviluppo postembrionale negli Insetti è un processo di trasformazione in più fasi che ha inizio con l'uscita della neanide, o della larva, dagli involucri protettivi dell'uovo (corion ed altre membrane embrionali) e si conclude quando l'insetto ha raggiunto l'età adulta (immagine).

## Uscita dall'uovo
Inizia quando, concluso lo sviluppo embrionale con la formazione del giovane individuo, questo sguscia rompendo gli involucri dell'uovo oppure digerendone una parte grazie all'azione degli enzimi secreti dai pleuropodi. La rottura degli involucri può avvenire senza modalità prefissate o anche lungo linee predeterminate di minore resistenza, che decorrono circolarmente intorno al polo cefalico, o anche radialmente, longitudinalmente, ecc.
Per ottenere questa rottura l'insetto può ricorrere, ad esempio, ad appendici boccali, deglutire aria e gonfiarsi, contrarre la muscolatura somatica, ricorrere all'ausilio di un'ernia sanguigna (ampolla cervicale), o anche di un particolare apparato (ruptor ovi) formato da parti maggiormente sclerificate del tegumento oppure da formazioni odontoidi, spiniformi, serrulate, ecc.
Tali apparati possono appartenere all'esuvia embrionale o essere propri del nascituro. Nel primo caso vengono abbandonate, con l'esuvia, nell'interno del corion o poco dopo lo sgusciamento, nel secondo, più frequente, si perdono con la prima muta.

## Mute ed esuviamenti

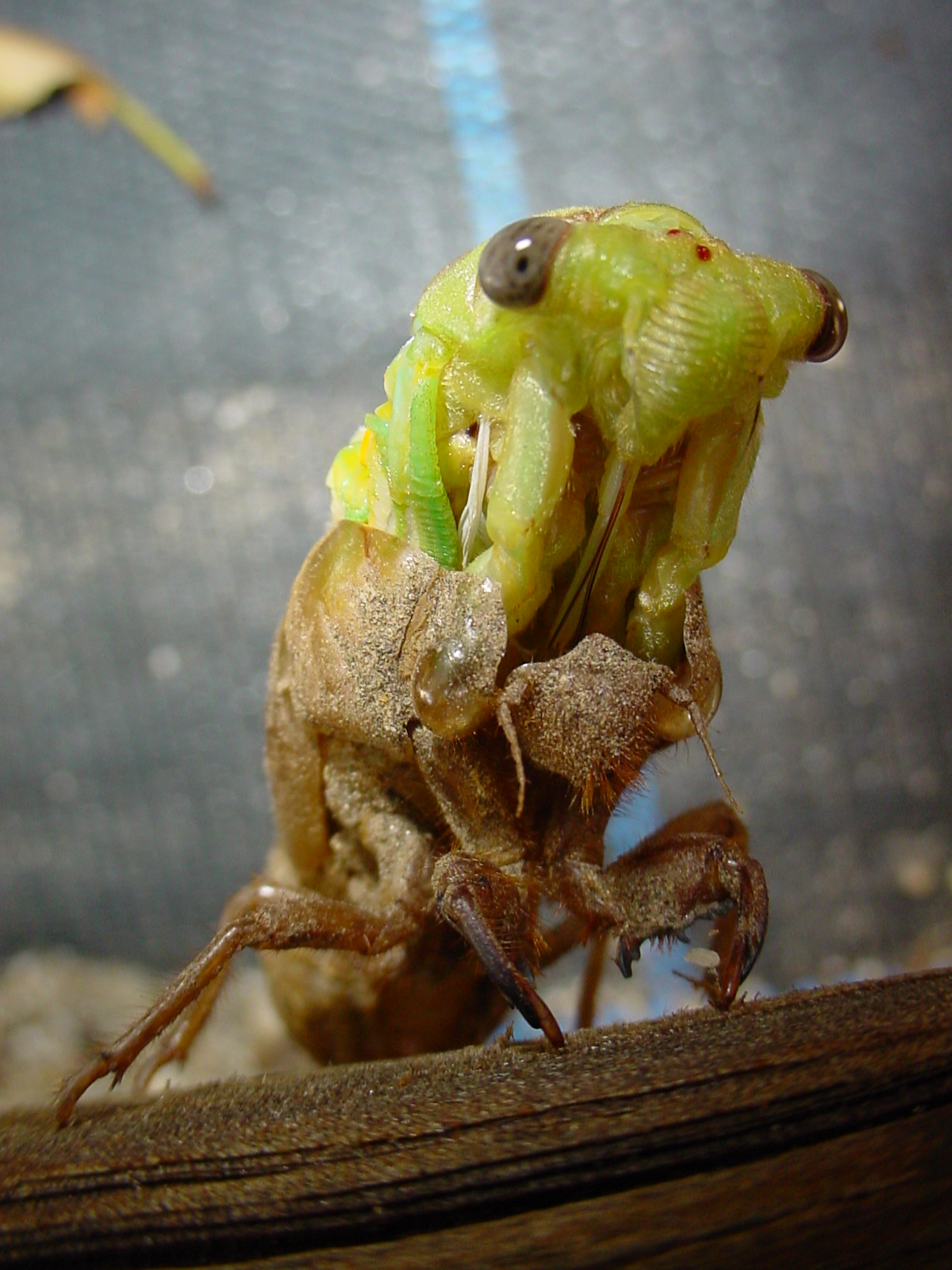
Esuviamento di una cicala

La muta scandisce il ritmo dello sviluppo embrionale ed è il fenomeno più evidente di accrescimento dimensionale di un insetto. Il periodo di tempo compreso tra una muta e la successiva è chiamato età. Solitamente il numero di età è prefissato per ogni specie ma può dipendere anche da condizioni ambientali esterne; lo sviluppo di un individuo femminile può richiedere un'età in più rispetto a quello di un individuo maschile.
L'evento determinante la muta è il cambio di cuticola, provocato da uno stimolo nervoso derivante dal cervello, che causa una proliferazione delle cellule dell'epidermide e l'aumento delle dimensioni degli enociti. A seguito di questi fenomeni si ha il distacco della cuticola dall'epidermide e la produzione di liquido esuviale da parte delle ghiandole delle mute; questo liquido verrà introdotto nell'intercapedine formatasi, provocando il graduale assottigliamento e scioglimento della vecchia cuticola e una parte delle sostanze idrolizzate verranno successivamente utilizzate per la produzione della nuova cuticola.
Giunto il momento più opportuno per la muta vera e propria, spesso determinato da condizioni ambientali quali temperatura, umidità e pressione atmosferica, quel che resta della precedente cuticola verrà interamente frantumato o rotto in corrispondenza di linee di minore resistenza (suture) grazie all'azione esercitata da un aumento della pressione dell'emolinfa. L'insetto fuoriesce così dall'esuvia protetto già da un nuovo strato cuticolare, formatosi in concomitanza con lo scioglimento del vecchio e con parte delle sostanze recuperate. L'esuvia abbandonata risulterà formata dalle sole sostanze inutilizzabili e da sostanze di rifiuto accumulate nel corso dell'attività biologica dell'insetto. Successivamente si verifica l'indurimento e la pigmentazione della nuova cuticola.
A conclusione del fenomeno quello che apparirà sarà un insetto simile a quello dell'età precedente ma visibilmente modificato nelle dimensioni. Da precisare che, nonostante ad occhio nudo sia visibile solo un cambiamento morfologico dimensionale dell'insetto, questa sottintende una serie di modificazioni biochimiche importanti invisibili ma indispensabili all'evoluzione dell'individuo stesso verso lo stadio adulto.

## Metamorfosi

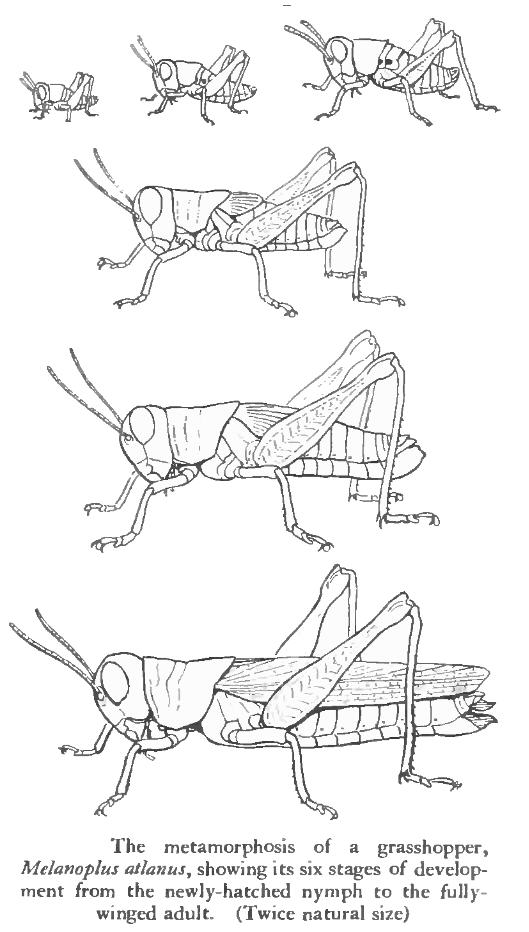
Metamorfosi incompleta delle cavallette

Col termine metamorfosi (sensu lato) si indica quel complesso più o meno notevole di trasformazioni e di modificazioni che gli Insetti subiscono, durante lo sviluppo postembrionale, per raggiungere lo stadio definitivo di immagine. Questi processi sono però molto variabili, talvolta persino nei due sessi della medesima specie, e rendono difficile, per moltissime ragioni, l'istituzione di classi a limiti definiti.
Indipendentemente da qualsiasi considerazione d'ordine fisiologico, ontogenetico e filogenetico, i giovani Insetti che fuoriescono dall'uovo si possono distinguere in due tipi: quelli che appaiono più o meno somiglianti all'immagine (Apterigoti ed Esopterigoti) e quelli che differiscono radicalmente dall'immagine stessa (Endopterigoti).
Per apterigoti ed esopterigoti lo stadio giovanile è detto neanide; negli alati, alla neanide succede la ninfa, stadio in cui cominciano a spuntare le ali. Per gli endopterigoti, lo stadio giovanile è detto larva, al quale succede quello di pupa.

## Oligometabolia
Ne fanno parte i soli Collemboli, perciò l'oligometabolia non è annoverata fra gli Insetti propriamente detti. I Collemboli, infatti, costituiscono un gruppo isolato di Esapodi distinto dalla classe Insecta.
Gli Oligometaboli sono primitivamente atteri ed oligomorfici: gli individui nascono cioè con un numero di uriti uguale al normale, che viene mantenuto nel corso dello sviluppo. Hanno parecchi caratteri in comune con i Miriapodi. La loro ontogenesi può così riassumersi:
| uovo ⇒ neanide ⇒ immagine |

## Anametabolia
Agli Anametaboli appartengono i soli Proturi, anch'essi Esapodi isolati e distinti dagli Insetti veri e propri.
Sono primitivamente atteri ma, a differenza degli Oligometaboli, sono anamorfici: nascono cioè con un numero di uriti inferiore a quello dell'immagine e, nel corso dello sviluppo, acquisiscono quelli mancanti. Hanno parecchi caratteri in comune con i Miriapodi. La loro ontogenesi può riassumersi come segue: 
| uovo ⇒ neanide ⇒ immagine |

## Epimetabolia
Tutti gli Euentoma, ossia gli Insetti propriamente detti, rientrano in questa categoria. Vi rientrano anche, fra gli altri Esapodi, i Diplura, che presentano caratteri in comune con i Tisanuri e, quindi, sono più affini agli Insetti che ai Miriapodi.
L'epimetabolia si può suddividere in sei sottocategorie, l'ultima delle quali (Catametabolia) non ha però il medesimo valore delle prime cinque.

### Ametabolia
Sono Ametaboli i Dipluri ed i Tisanuri, esapodi primitivamente atteri. Nei Tisanuri la neanide neosgusciata, detta pseudofeto, presenta varie caratteristiche di primitività che la diversificano dagli stadi seguenti.
SHAROV (1957) valutò questo tipo di metamorfosi, da lui definita protometabolia, come il più primitivo di tutti gli ectognati . L'ontogenesi degli Ametaboli si riassume come segue:
| uovo ⇒ neanide ⇒ adulto |

### Prometabolia
Sono Prometaboli gli Efemerotteri, Insetti pterigoti che subiscono una muta dopo lo sfarfallamento, passando da uno stadio particolare detto subimmagine all'immagine propriamente detta. La metamorfosi degli Efemerotteri costituisce un fenomeno unico nell'intera classe degli Insetti: sono infatti i soli pterigoti in cui le ali, sviluppate ed attive, cambiano la cuticola.
La prometabolia si manifesta in modo non uniforme nell'ambito dell'ordine: in alcune specie, le effemere non raggiungono mai lo stadio di immagine vera e propria, accoppiandosi ed ovideponendo da subimmagini; in altre specie si accoppiano da subimmagini ed ovidepongono da immagini, mentre le mute subimmaginali non interessano le ali. Si tratta in ogni modo di forme arcaiche ed anfibiotiche: gli stadi preimmaginali si evolvono nell'acqua e si diversificano parecchio dagli stadi immaginali, che conducono invece vita aerea. La loro ontogenesi può così essere rappresentata: 
| uovo ⇒ neanide ⇒ ninfa ⇒ subimmagine ⇒ immagine |

### Eterometabolia
Gli Eterometaboli da vari Autori, sono tutti Esopterigoti e sgusciano dall'uovo in forma più o meno assomigliante all'adulto, il quale può risultare alato o secondariamente attero. Nel primo caso l'individuo acquisterà in seguito le ali, nel secondo no. Quasi tutti gli eterometaboli subiscono metamorfosi graduali, consistenti prevalentemente in modificazioni esterne; queste metamorfosi sono perciò denominate "dirette" o "incomplete". Nell'ambito dell'eterometabolìa possiamo distinguere tre modalità che, nell'ordine, risultano sempre più impegnative: la pseudoametabolia, la paurometabolia e l'emimetabolia.

#### Pseudoametabolia
Negli Pseudoametaboli, gli adulti, secondariamente atteri, vivono in ambienti simili a quelli degli stadi preimmaginali, che assomigliano loro moltissimo. Rientrano in questo raggruppamento la generalità dei Grilloblattodei, dei Mallofagi e degli Anopluri. Pseudoametaboli si riscontrano anche in altri ordini di Esopterigoti, limitatamente a gruppi  sistematici di rango inferiore (sottordini, famiglie, generi, specie) e, talvolta, nell'ambito della singola specie, per uno specifico sesso o casta.
L'ontogenesi degli Pseudoametaboli si riassume nei seguenti stadi:
| uovo ⇒ neanide ⇒ immagine |

#### Paurometabolia
I Paurometaboli comprendono adulti alati che vivono in ambienti simili a quelli frequentati dagli stadi preimmaginali. La presenza delle ali nello stadio adulto fa sì che le differenze morfologiche fra stadi giovanili e immagini siano più marcate rispetto agli Pseudoametaboli. Il giovane, durante lo sviluppo, trascorre alcuni stadi atteri ed acquista poi poco a poco le ali divenendo ninfa.
Ai Paurometaboli appartengono tutti gli Esopterigoti che non rientrano nel gruppo precedente ed in quello seguente.  La loro ontogenesi può così riassumersi:
| uovo ⇒ neanide ⇒ ninfa ⇒ immagine |

#### Emimetabolia
Negli Emimetaboli gli adulti sono alati ma, a differenza dei Paurometaboli, vivono in un ambiente differente da quello frequentato dagli stadi preimmaginali. Questi ultimi si distinguono parecchio, e talora notevolmente, dalle immagini, oltre che per l'assenza di ali funzionanti e dei caratteri correlativi, anche per la presenza di organi, o particolari adattamenti di organi, funzionali all'ambiente che li ospita.
Negli Emimetaboli rientrano gli Odonati, i Plecotteri ed alcuni Rincoti. La neanide, nel caso di sviluppo larvale acquatico viene spesso detta naiade; la loro ontogenesi può riassumersi nel modo seguente:
| uovo ⇒ neanide ⇒ ninfa ⇒ immagine |

### Neometabolia
I Neometaboli sono esopterigoti che, nel corso del loro sviluppo postembrionale, subiscono un ritardo nella comparsa delle ali e presentano a volte uno o più stadi preimmaginali (di neanide, preninfa, ninfa) quiescenti o subquiescenti, durante i quali subiscono modificazioni o metamorfosi di alcuni organi e tessuti. Il loro comportamento è, quindi, in un certo modo intermedio tra quello degli Eterometaboli e quello degli Olometaboli. Le ninfe di questi Insetti si potrebbero anche chiamare subpupe .
La neometabolia si riscontra in alcuni gruppi sistematici specifici, per la maggior parte interni all'ordine dei Rincoti, e, secondo l'andamento dei relativi sviluppi, sono state distinte quattro categorie: remetabolia, allometabolia, omometabolia, parametabolia. In generale, l'ontogenesi delle forme a stadi quiescenti può così riassumersi: 
| uovo ⇒ neanide ⇒ preninfa ⇒ ninfa (o subpupa) ⇒ immagine |

#### Remetabolia
Ai Remetaboli appartengono i soli Tisanotteri. Questa forma di metamorfosi è una neometabolia a tutti gli effetti, ma per le particolari prerogative è distinta da alcuni Autori (TAKAHASHI, 1921) come sottocategoria specifica . L'uso di questo termine da parte di TAKAHASHI fu giustificato dal fatto che nel corso dell'ontogenesi le strutture morfoanatomiche dell'adulto vengono integralmente ricostruite .
Nei Tisanotteri si possono distinguere due differenti forme di remetabolia, che fanno capo ai due gruppi sistematici in cui si suddivide l'ordine. In entrambi i casi gli stadi di preninfa e ninfa l'insetto non si alimenta ed è immobile, talvolta protetto da rivestimenti o da un bozzoletto sericeo.
Nei Terebrantia, ai due stadi di neanide succedono uno stadio di preninfa (impropriamente detto anche prepupa) e uno di ninfa (impropriamente detto anche pupa). In tutti gli stadi immobili sono presenti gli abbozzi delle ali. L'ontogenesi può essere così riassunta:
| uovo ⇒ neanide I ⇒ neanide II ⇒ preninfa ⇒ ninfa ⇒ immagine |

Nei Tubulifera, ai due stadi di neanide succedono due stadi di preninfa e uno di ninfa o, secondo alcuni Autori , uno di preninfa e due di ninfa. Questa variante di remetabolia è citata in letteratura anche con il neologismo diametabolia . Il primo stadio di preninfa non presenta gli abbozzi alari, presenti invece nei successivi stadi. L'ontogenesi si riassume nel seguente modo:
| uovo ⇒ neanide I ⇒ neanide II ⇒ preninfa I ⇒ preninfa II ⇒ ninfa ⇒ immagine |

#### Allometabolia
Agli Allometaboli appartengono i Rincoti Aleurodidi e i Rincoti Margarodidi, in quest'ultimo caso con marcate differenze fra i due sessi.
L'allometabolia è una forma complessa di neometabolia che mostra una vaga affinità con l'ipermetabolia degli Olometaboli. Pur con marcate differenze fra i gruppi sistematici citati, la prerogativa comune a tutti gli Allometaboli è la successione di più forme di neanidi diverse ed asincrone, con alternanza tra forme mobili e immobili.
Gli Aleurodidi hanno 4 stadi di neanide e uno di ninfa (subpupa). Delle neanidi, quella di I età è mobile mentre gli stadi successivi sono tutti immobili per la forte riduzione delle zampe. La neanide di IV età presenta inoltre una cuticola eccezionalmente ispessita e sclerotizzata e funge da pupario proteggendo la ninfosi fino allo sfarfallamento. L'ontogenesi di questi Rincoti può essere così riassunta:
| uovo ⇒ neanide I ⇒ neanide II ⇒ neanide III ⇒ neanide IV ⇒ subpupa ⇒ immagine |

I maschi dei Margarodidi, alati, subiscono una metamorfosi che passa attraverso tre stadi di neanidi e uno di ninfa (immobile). La neanide di I età è inizialmente mobile (fase mobile), poi diventa mobile e rigonfia (fase repleta). La neanide di II età è una forma quiescente a tutti gli effetti, detta cisti, e si presenta immobile e rigonfia. La neanide di III età è abbastanza simile alla prima e passa attraverso due fasi, una mobile e una immobile. Segue infine lo stadio di ninfa, impropriamente detto pupa . Per l'affinità con l'ipermetabolia, GRANDI (1951) e GOIDANICH (1972) chiamarono questo tipo di allometabolia pseudoipermetabolia . L'ontogenesi si può così riassumere:
| uovo ⇒ neanide I ⇒ neanide II (cisti) ⇒ neanide III ⇒ ninfa (impropr. pupa) ⇒ immagine |

Le femmine dei Margarodidi, attere e neoteniche, subiscono la stessa metamorfosi dei maschi con esclusione degli ultimi stadi giovanili. In questi insetti, lo sviluppo postembrionale si arresta allo stadio di cisti, da cui evolve la femmina, attera. L'ontogenesi si riassume pertanto nel seguente modo:
| uovo ⇒ neanide I ⇒ neanide II (cisti) ⇒ immagine |

#### Omometabolia
Agli Omometaboli fanno capo le forme alate di alcune famiglie di Afidi (Aphididae, Adelgidae, Phylloxeridae). Il termine fu usato da BORNER (1909) , ma la letteratura, in genere, non annovera gli Afidi fra gli insetti Neometaboli. Lo sviluppo ontogenetico si riassume nel seguente modo: 
| uovo ⇒ neanide I ⇒ neanide II ⇒ preninfa ⇒ ninfa ⇒ immagine |

#### Parametabolia
I Parametaboli comprendono la generalità dei maschi dei Rincoti Coccidi con l'eccezione dei Margarodidi. Questa denominazione fu introdotta da WEBER (1933) .
Nella superfamiglia dei Coccidi le uniche forme alate sono i maschi, che attraversano uno sviluppo embrionale comprendente due stadi di neanide e due di ninfa, impropriamente chiamate propupa e pupa . L'ontogenesi può essere così riassunta:
| uovo ⇒ neanide I ⇒ neanide II ⇒ preninfa (impr. propupa) ⇒ ninfa (impr. pupa) ⇒ immagine |

### Olometabolia
Gli Endopterigoti sono tutti olometaboli, cioè insetti che sgusciano dall'uovo allo stato di larva, in altri termini in una forma più o meno radicalmente diversa dall'immagine, quest'ultima alata o secondariamente attera. Negli Endopterigoti bassi, detti anche Euolometaboli, la differenza fra stadio giovanile e immagine è più attenuata.
Negli Olometaboli, le metamorfosi sono effettivamente radicali trasformazioni del soma e sono dette indirette o complete. L'adulto si forma apparentemente in una drastica trasformazione alla fine della vita larvale, previo l'interporsi, tra larva ed immagine e per condensazione dei fenomeni inerenti, di uno stadio particolare a cui è dato il nome di pupa. Durante questo stadio l'insetto è quiescente, perciò è immobile e non si alimenta. Lo stadio di pupa risulta di solito preceduto da un altro stadio quiescente, con aspetto larvale un po' modificato, detto eopupa, nel quale si inizia la differenziazione immaginale. Talvolta è presente anche una fase di prepupa che segue l'eopupa. Da eopupa a pupa (o a prepupa) si passa con una muta; da prepupa a pupa senza muta.
Si distinguono tre modalità diverse di olometabolia: euolometabolia, ipermetabolia e criptometabolia.

#### Euolometabolia
L'euolometabolia rappresenta l'olometabolia propriamente detta. Lo stadio di larva si svolge in un numero variabile di mute, secondo i gruppi sistematici. La ninfosi si svolge invece in due o tre stadi quiescenti, secondo la presenza o meno di una fase di prepupa. Il passaggio dalla prepupa alla pupa, come si è detto in precedenza, non comporta l'evento della muta.
L'euolometabolia si riscontra nella generalità degli Endopterigoti, con l'eccezione dei gruppi sistematici indicati nelle categorie successive. L'ontogenesi si riassume nello schema seguente:
| uovo ⇒ larva ⇒ eopupa ⇒ (prepupa) ⇒ pupa ⇒ immagine |

#### Ipermetabolia
Gli Ipermetaboli sono quegli olometaboli che presentano un polimorfismo larvale sincrono, cioè più forme larvali differenziate che si susseguono nel corso dello sviluppo postembrionale. Questo polimorfismo risulta talora in relazione con un'anticipata fuoriuscita della larva dall'uovo, più frequentemente con particolari contingenze o necessità o complicazioni del ciclo biologico della specie. Si può distinguere un'ipermetabolia propriamente detta da una forma detta subipermetabolia.
Nell'ipermetabolia propriamente detta, si riscontrano due tipi successivi di larve a costituzione nettamente diversa. Le forme effettivamente diverse sono sempre due, ma entrambi i tipi comprendono talora più fasi individuabili in base a caratteristiche minori. In questa forma rientra lo sviluppo postembrionale di specie appartenenti a vari gruppi sistematici, fra cui Imenotteri Terebranti, Lepidotteri Gracillaridi, Ditteri Oncodidi, Tachinidi e Bombilidi, Coleotteri Meloidi e Ripiforidi, Strepsitteri, ecc. L'ontogenesi si riassume con il seguente schema:
| uovo ⇒ larva di 1º tipo ⇒ larva di 2º tipo ⇒ eopupa ⇒ (prepupa) ⇒ pupa ⇒ immagine |

Nella subipermetabolia, detta anche pseudoipermetabolia o polimetabolia, si riscontrano due o più forme larvali successive a costituzione non nettamente diversa, ma aventi caratteri differenziali più marcati di quelli che solitamente distinguono i vari stadi dell'olometabolia tipica. Vi fanno parte i Neurotteri Mantispidi, i Ditteri Nemestrinidi e alcuni Tachinidi, vari Coleotteri (Micromaltidi, Carabidi, Stafilinidi, Sandalidi, Drilidi, Bruchidi, Colididi, Cerambicidi) e vari Imenotteri Terebranti, ecc.

#### Criptometabolia
Sono detti Criptometaboli gli Olometaboli nei quali l'insetto che fuoriesce dell'uovo, dentro o fuori dal corpo materno, è un adulto oppure una larva matura che, appena libera, si trasforma in pupa. Lo sviluppo postembrionale in questo caso si svolge totalmente o quasi all'interno dell'uovo. Le uova dei Criptometaboli sono di grandi dimensioni.
A questo gruppo appartengono specie ascrivibili ai Ditteri Foridi e ai Coleotteri. Questi ultimi rientrano in tre diverse famiglie: Stafilinidi termitofili, Carabidi e Catopidi cavernicoli. La loro ontogenesi può così riassumersi: 
| uovo ⇒ (larva) ⇒ (pupa) ⇒ immagine |

### Catametabolia
La catametabolia è un particolare tipo di metamorfosi riscontrabile sia fra gli Esopterigoti sia gli Endopterigoti. Privo di una sua specificità, la prerogativa di questa metamorfosi consiste in un processo di involuzione del soma.
La regressione è a carico di uno o più organi e porta ad un adulto la cui organizzazione somatica è inferiore a quella degli stadi preimmaginali o perlomeno tale da non potersi considerare semplicemente arrestato nella sua evoluzione ontogenetica, cioè neotenico. Queste metamorfosi regressive, note in altri Metazoi e particolarmente nei Crostacei, negli Insetti interessano specie o interi gruppi sistematici appartenenti a diversi ordini. Sono cataboliche, ad esempio, le femmine di vari Rincoti Coccidi (Diaspini, alcuni Margarodidi ed alcuni Pseudococcidi), le femmine di alcuni Lepidotteri (Psichidi ed Eteroginidi), le femmine degli Strepsitteri Stilopoidei, ecc.

## Stadi postembrionali degli apterigoti e degli esopterigoti

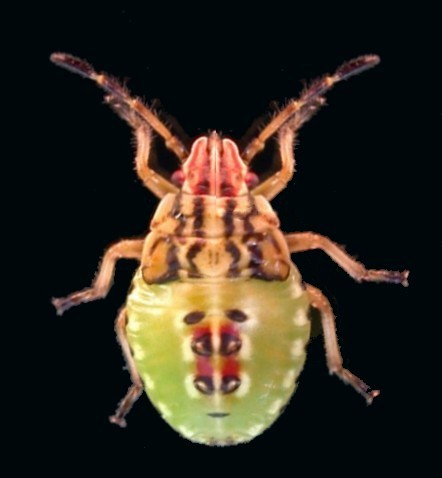
Neanide di Elasmucha grisea (Rhynchota: Acanthosomatidae)

Da quanto detto nelle sezioni precedenti, si evince che negli Esapodi primitivamente atteri e negli Esopterigoti, il giovane individuo sguscia dall'uovo in una forma più o meno somigliante all'adulto. Questa forma è denominata neanide sensu lato. Quando la neanide presenta gli abbozzi alari si usa preferibilmente il termine di ninfa.

### Neanide
Fatta eccezione per la mole, le proporzioni delle varie parti del corpo e qualche altro carattere, la neanide differisce poco dall'immagine degli Esapodi primitivamente o secondariamente atteri. Più marcate sono le differenze negli Emimetaboli e, ancora di più, nei Prometaboli.
La neanide subisce un vario numero di mute, a seconda delle specie e costituisce la sola forma postembrionale degli Esapodi primitivamente atteri e degli esopterigoti atteri secondariamente, mentre nelle forme alate evolve successivamente in ninfa.

### Ninfa

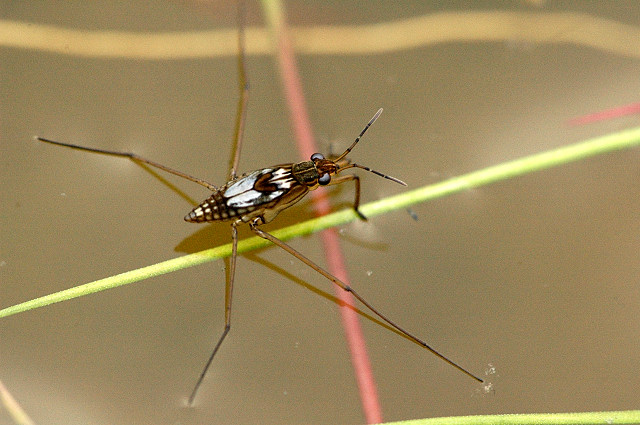
Ninfa di Gerris gibbifer (Rhynchota: Gerridae)

Negli Esopterigoti che hanno immagini alate, dopo una o più mute della neanide, lo sviluppo postembrionale prevede la formazione graduale delle ali, in abbozzi visibili all'esterno del corpo.
L'insetto prende il nome di ninfa e in sostanza differisce pochissimo dall'adulto, a meno delle dimensioni, dello sviluppo delle ali e di alcuni organi. Anche la ninfa prosegue lo sviluppo e subisce un certo numero di mute.

## Stadi postembrionali degli endopterigoti

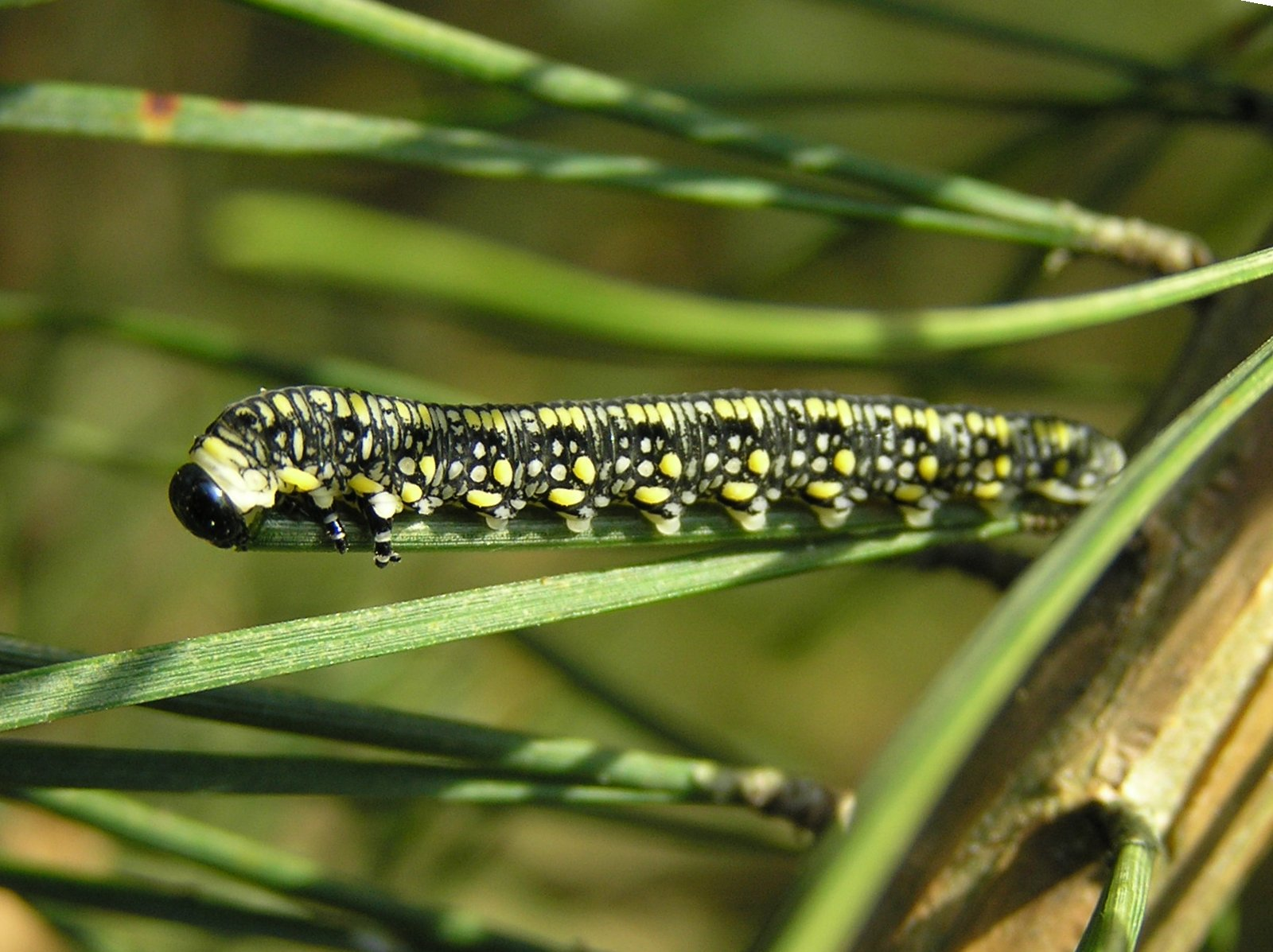
Larva polipode (o eruciforme) di Diprion simile (Hymenoptera: Diprionidae)

Negli Endopterigoti le trasformazioni che avvengono nel corso dello sviluppo postembrionale sono più marcate (metamorfosi completa) e passano fondamentalmente attraverso gli stadi di larva e pupa.

### Larva
La larva è una forma specializzata dello stato giovanile degli Olometaboli, radicalmente diversa dall'adulto. Cresce, talora enormemente, compie un numero vario di mute ma, fino a che non abbia raggiunto la maturità, non subisce modificazioni fondamentali, poiché le differenze fra le diverse età riguardano i processi e le appendici tegumentali, le proporzioni dei vari tagmi, la costituzione di alcune appendici segmentali, ecc. Fanno eccezione quelle modificazioni che riguardano le forme ipermetaboliche a più stadi larvali asincroni nettamente diversi.
La larva presenta molte diverse forme nei vari Ordini e, in molti casi, presenta delle specificità tali da consentirne la determinazione ai fini sistematici.

#### Larve protopode

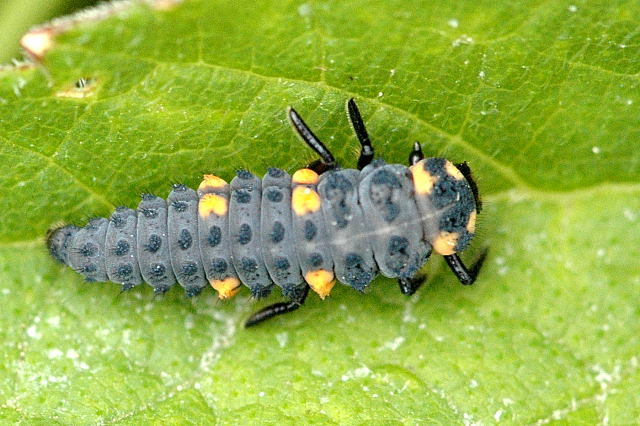
Larva campodeiforme di Coccinella septempunctata (Coleoptera: Coccinellidae)

Le larve protopode nascono da uova con pochissimo vitello e si sviluppano come endofaghe all'interno di uova o del corpo di altri Insetti loro vittime, sviluppandosi, quindi, in un mezzo altamente nutritivo.
Queste larve hanno una facies embrionale: posseggono, infatti, la parte anteriore del corpo più o meno notevolmente grande, con capo distinto o no dal torace e con appendici cefaliche e talora toraciche rudimentali o anomale. L'addome non è segmentato oppure è suddiviso in pochi somiti e termina, a volte, con processi caudali allungati, provvisti di spine o ramificati. La struttura anatomica è alquanto semplificata: il sistema nervoso e quello respiratorio sono indifferenziati, il sistema digerente è allo stato embrionale.
Malgrado le analogie morfoanatomiche, nelle larve protopode si riscontra un'eterogeneità morfologica tale da poter essere indicate con denominazioni specifiche. Alcune hanno un cefalotorace allargatissimo ed enormi mandibole falcate e dette ciclopiformi, perché somiglianti ai Crostacei Copepodi del genere Cyclops. Altre, diversamente costituite e considerate protopode modificate per adattamento, sono dette eucoliformi e teleaformi.

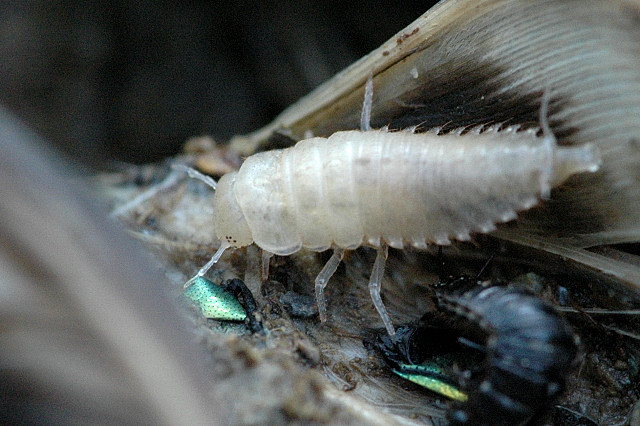
Larva onisciforme di Thanatophilus sp. (Coleoptera: Silphidae)

Le larve protopode sono generalmente larve di prima età di Imenotteri Terebranti endoparassitoidi, facenti capo, per lo più, alle superfamiglie dei Proctotrupoidei, dei Cinipoidei, dei Calcidoidei, nonché di Imenotteri Aculeati della famiglia dei Drinidi.

#### Larve polipode
Dette anche bruchi o larve eruciformi (da eruca, bruco), sono di solito piuttosto sedentarie. Hanno una forma generalmente allungata e subcilindrica, tegumento molle, apparato boccale masticatore, antenne e zampe toraciche ordinariamente di modeste dimensioni, zampe addominali (pseudozampe o pseudopodi) in numero vario, sistema tracheale polipneustico.

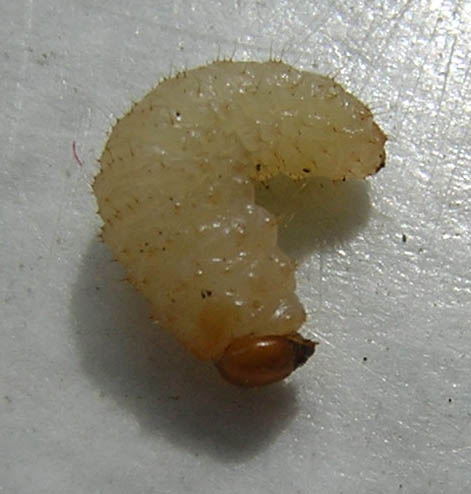
Larva cirtosomatica di Curculionide (Coleoptera)

I tipi più conosciuti si trovano per lo più nei Lepidotteri, nei Mecotteri, negli Imenotteri Sinfiti.

#### Larve oligopode
Le larve oligopode hanno forma varia, antenne più o meno sviluppate, apparato boccale masticatore, spesso modificato, zampe toraciche di solito di notevole lunghezza; al IX urite portano spesso un paio di urogonfi ed il X è fornito, a volte, di pigopodio. La caratteristica generale comune è la presenza di zampe toraciche ben sviluppate, il corpo ben differenziato nei tre tagmi fondamentali (capo, torace, addome), la vita completamente autonoma.
La varietà di forme di larve oligopode ha portato all'identificazione di tipi morfologici specifici, fra cui si ricordano i seguenti:
- Larva campodeiforme. È così denominata per somigliante ai Dipluri del genere Campodea WESTWOOD. Viene talvolta chiamata anche triungulino. Ha cranio prognato [13], corpo allungato e frequentemente depresso, tegumento più o meno sclerificato, zampe  di tipo cursorio o deambulatorio. È una larva agile, attiva e in genere predatrice.

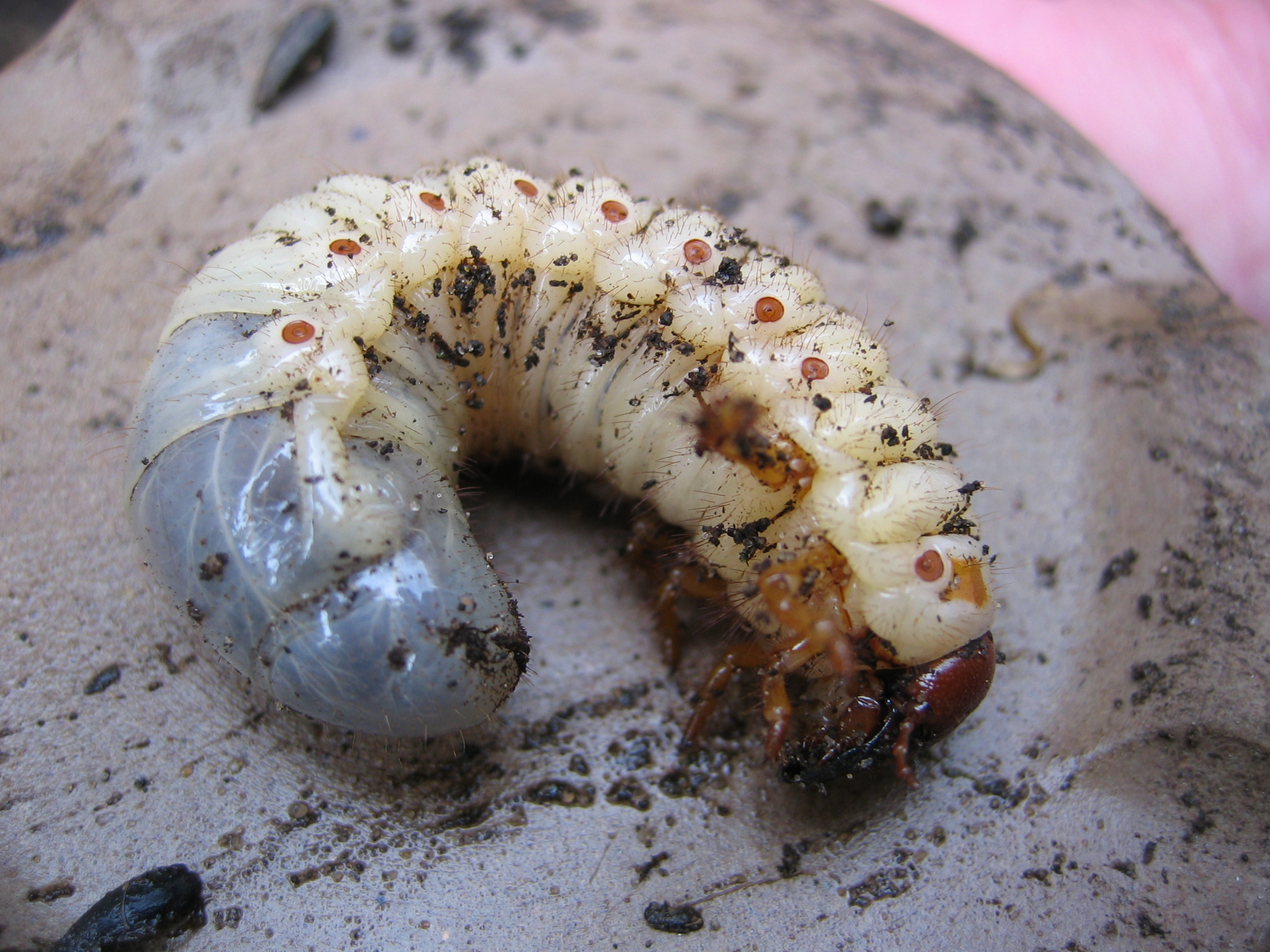
Larva melolontoide di Oryctes nasicornis (Coleoptera: Scarabaeidae)

- Larva onisciforme. Prende il nome dalla somiglianza con i Crostacei Isopodi del genere Oniscus LINNAEUS. Ha un corpo allargato nella zona mediana, con i segmenti più o meno sporgenti lateralmente e, talvolta, è capace di avvolgersi a palla.
- Larva cirtosomatica. È una larva dal corpo tozzo e ricurvo, con zampe poco sviluppate o rudimentali, poco mobile, dal tegumento debole. Si insedia all'interno di substrati vivi o morti, come ad esempio il legno.
- Larva melolontoide. Prende il nome dal genere Melolontha. Caratteristica dei Coleotteri Scarabeidi, è considerata una particolare larva cirtosomatica [14]; ha un corpo tozzo e ripiegato ventralmente, con zampe esili e poco funzionali e addome ingrossato posteriormente. Poco mobile, vive immersa in substrati di vario genere, come il terreno o materiali organici in decomposizione.
- Larva elateriforme. Prende il nome dalla famiglia degli Elateridi (Coleotteri). Ha un corpo lungo, più o meno cilindrico, generalmente con tegumento lucido e fortemente sclerificato [15].

#### Larve apode

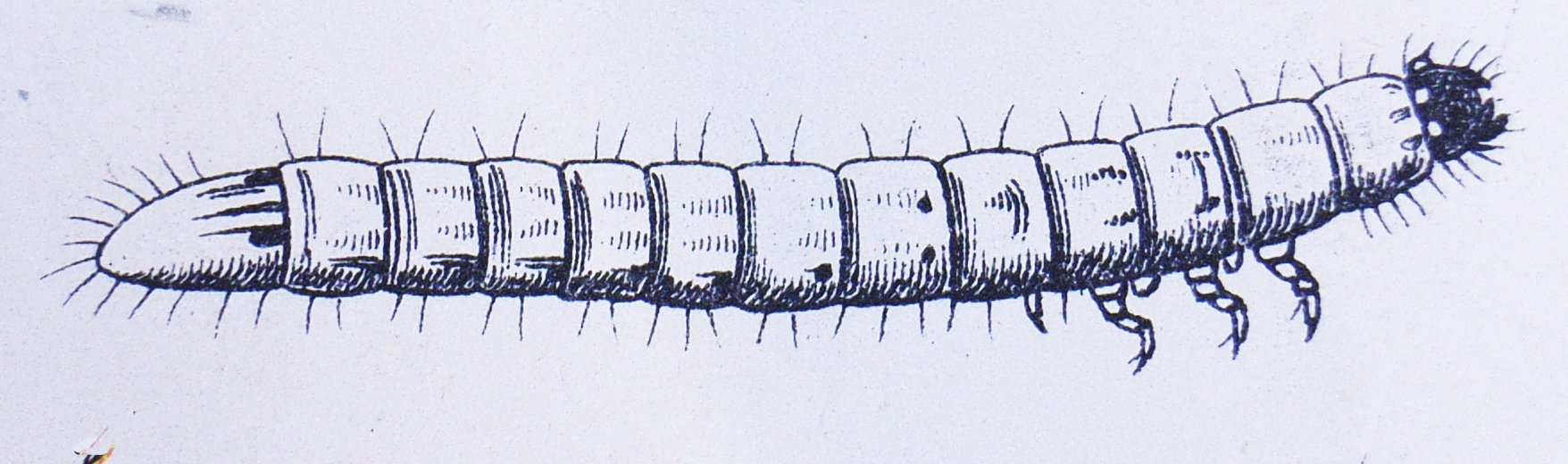
Larva elateriforme di Elateride (Coleoptera)

Le larve apode costituiscono una categoria eterogenea che raccoglie artificialmente le forme che in comune hanno la mancanza di zampe. Alcuni Autori le indicano genericamente anche con il termine di vermiforme , altri usano invece questo termine per indicare un particolare tipo morfologico di larva apoda . La forma del loro corpo varia moltissimo come pure la costituzione delle appendici cefaliche.

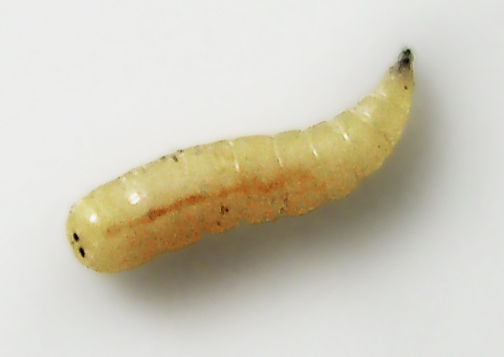
Larva apode di Muscide (Diptera)

Se ne conoscono allungate e depresse, con protorace assai largo e testa ad esso incassata, in maggioranza fitofaghe ed endofite (es. Coleotteri Buprestidi e Cerambicidi). Altre sono pure allungate e depresse ma con profonde modificazioni del cranio e delle sue appendici (Lepidotteri, Coleotteri ed Imenotteri Sinfiti minatori). Altre ancora sono raccorciate, con il capo poco sviluppato e le appendici boccali più o meno differenziate (Imenotteri Apocriti), oppure somiglianti alle oligopode melolontoidi (Coleotteri Curculionidi e Scolitidi, ecc.), oppure vermiformi, con capo pressoché indistinto dal torace e apparato boccale profondamente modificato (Ditteri Brachiceri, ecc.). La letteratura usa talvolta i termini eucefalo e microcefalo per indicare il grado di differenziazione del capo dal torace .
In generale le larve apode vivono all'interno di substrati o di tessuti viventi (endofite o endozoiche). In alcune larve endofite compaiono spesso speciali formazioni tegumentali toraciche ed addominali, dette aree ambulacrali o pseudopodi. Tali strutture sostituiscono le zampe e, per mezzo di contrazioni e distensioni longitudinali del corpo, sfruttano la reazione opposta dalle pareti della galleria per la locomozione. Non mancano tuttavia larve apode che vivono all'aperto e dotate di una spiccata mobilità, come nel caso dei Ditteri Sirfidi, le cui larve sono attive predatrici di Afidi.

#### Linee di fenditura esuviali
Nel cranio di molte larve olometaboliche è presente un solco a forma di Y. Il tratto impari si diparte medialmente dalla regione postoccipitale, decorre anteriormente lungo l'occipite ed il vertice per dividersi in due rami. I rami della sutura sono divergenti e si prolungano nell'area facciale, avanzando più o meno secondo i casi.
Questo solco è detto sutura metopica o epicraniale o coronaria. Rappresenta una linea preformata di minore resistenza, in corrispondenza della quale si forma la fenditura esuviale della cuticola in corrispondenza della muta. La sutura metopica si continua spesso con la linea dorsale di esuviamento del torace e di alcuni uriti. Oltre alla sutura metopica, il cranio delle larve olometaboliche mostra, a volte, anche una o più linee di fenditura esuviale ventrali, morfologicamente e funzionalmente comparabili con quella dorsale, ma non così costanti come quella e, per giunta, a comportamento assai vario.
Non  sempre accade che le linee di fenditura esuviali dorsali e ventrali si rompano effettivamente durante l'esuviamento, ciò specialmente per quanto riguarda quelle ventrali. Tuttavia esse, quando non si rompono, possono funzionare da cerniere e facilitare lo spostamento verso l'esterno delle parti sollevate e divaricate della capsula cefalica. Le linee preformate ventrali di fenditura esuviale del cranio possono trovarsi in alcuni stadi embrionali ed in altri no.

### Pupa

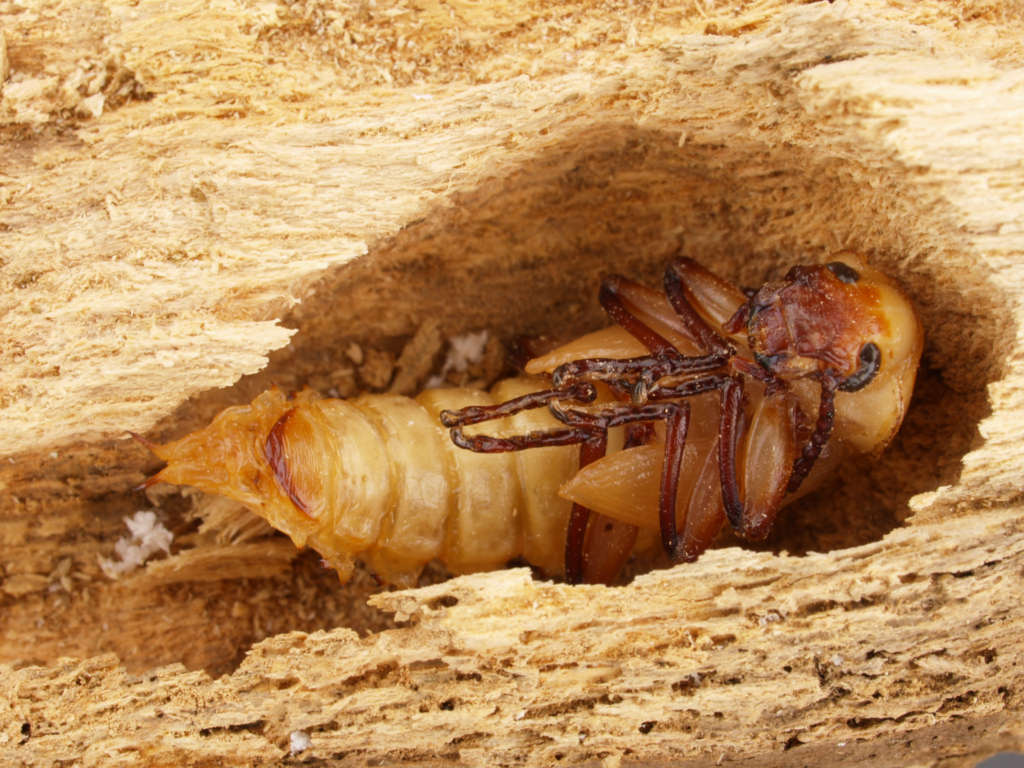
Pupa exarata di un Coleottero

La pupa è uno stadio tipicamente quiescente ed afago, che mostra abbozzati e più o meno distinti gli organi e le appendici dell'immagine assieme a caratteristiche proprie e ad altre tipicamente arcaiche. Per quanto riguarda la quiescenza si conoscono alcune eccezioni poco comuni; le pupe di vari Neurotteri, Tricotteri, Lepidotteri Omoneuri, Ditteri Nematoceri, ecc., risultano più o meno mobili, almeno nell'ultimo periodo della loro esistenza, ma tale mobilità è però dovuta, in genere, all'adulto in fase farata. La fase farata si ha in corrispondenza dell'intervallo di tempo, talvolta piuttosto lungo, compreso fra il distacco della cuticola e la fuoriuscita dell'adulto. In questo intervallo di tempo l'insetto è già allo stadio di immagine ma è ancora rivestito dalla cuticola della pupa.
Per quanto riguarda le caratteristiche proprie della pupa vi sono varie modalità adattative di organi e la presenza di strutture ed appendici tegumentali, di ornamentazioni plastiche, ecc., solitamente legate a particolari attività. Sono tali, ad esempio, le tracheobranchie e le zampe di diversi Tricotteri, le mandibole delle pupe dectiche di Endopterigoti primitivi (Neurotteri, Mecotteri, Tricotteri, Lepidotteri primitivi), la formazione supplementare distale delle mandibole di alcuni Coleotteri Curculionidi, le spine, i raffi ed i denticoli di progressione o di urto di varie pupe ipogee, le macrochete ed i trapani di qualche pupa endofita, ecc.

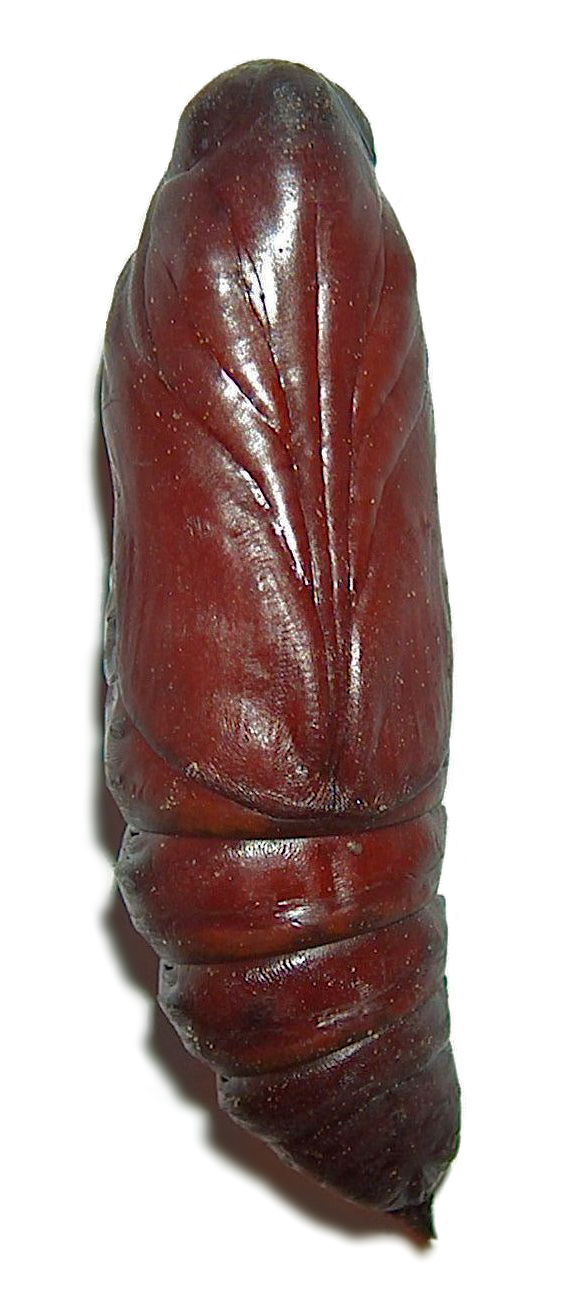
Pupa obtecta (crisalide) di Acherontia atropos (Lepidoptera: Sphingidae)

Si riconoscono due tipi fondamentali di pupe, exarata ed obtecta. A sua volta, la pupa exarata può essere dectica o adectica.

#### Pupa exarata
Le appendici ed i processi del futuro adulto sono libere, per quanto adagiate sulla superficie del corpo. Sono indicate con denominazioni proprie secondo l'appendice (cheratoteche, maxilloteche, podoteche, pteroteche, gonoteche, ecc.). A sfarfallamento avvenuto, della cuticola di tali pupe non rimane in genere che un informe groviglio. Queste pupe, molli e delicate, sono proprie degli endopterigoti primitivi (Neurotteri, Mecotteri, Tricotteri, bassi Lepidotteri) e, inoltre, di molti Ditteri, dei Sifonatteri, della generalità dei Coleotteri e degli Imenotteri.
Le pupe exarate degli endopterigoti primitivi suddetti presentano un comportamento particolare delle mandibole, che risultano articolate e mobili grazie ai muscoli dell'adulto farato, i cui apodemi accolgono quelli della pupa. Le mandibole sono utilizzate per uscire dalla cella pupale o dal bozzolo. Queste pupe sono dette dectiche.
Le pupe exarate degli altri Ordini menzionati invece, quando posseggono mandibole le mostrano inarticolate ed immobili. Queste pupe sono dette adectiche.

#### Pupa obtecta
Detta anche pupa conglutinata, in questa forma le appendici ed i processi del futuro adulto sono, almeno in parte, accollati e saldati alle pareti del corpo. La pupa conglutinata ha quasi sempre una cuticola più sclerificata e pigmentata di quella della pupa exarata, perciò rimane coerente dopo lo sfarfallamento dell'immagine. L'apertura provocata dallo sfarfallamento è più o meno irregolare ed è dislocata, di solito, nella regione dorsale o anteriore.
Le mandibole, se presenti, sono inarticolate ed immobili. La pupa conglutinata è tipica della generalità dei Lepidotteri, di molti Ditteri Ortorrafi, in diversi Coleotteri ed in qualche Imenottero Terebrante. Nei Lepidotteri prende il nome di crisalide o, talvolta, aurelia.

#### Etologia delle pupe

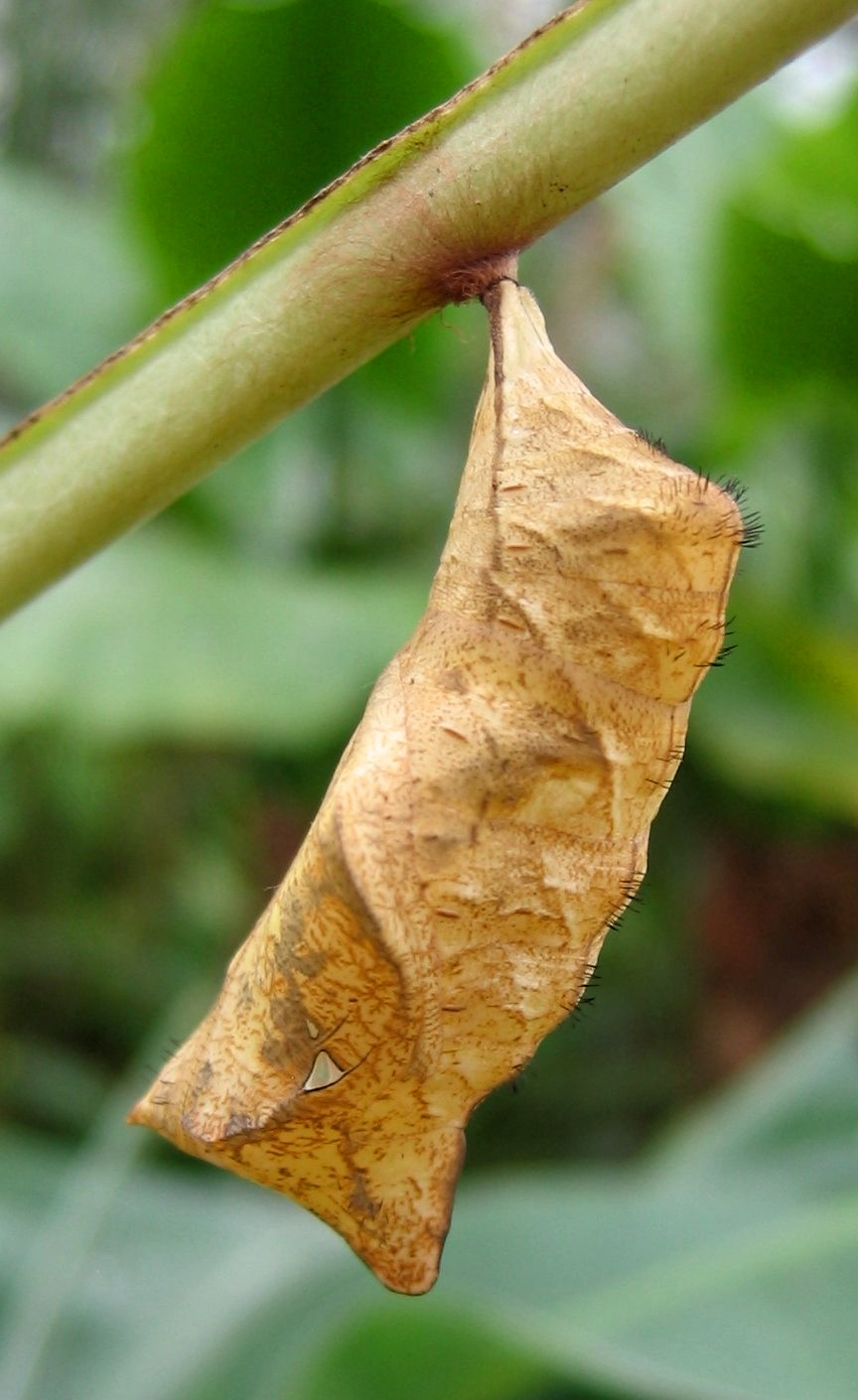
Pupa anoica sospesa di Caligo eurilochus (Lepidoptera: Nymphalidae)

L'aspetto principale del comportamento delle pupe è la loro protezione: durante la trasformazione della larva in pupa e durante la vita pupale, l'insetto può essere facilmente offeso ed ha scarse possibilità di difendersi o fuggire, quindi generalmente cerca una protezione. Questo comportamento è tuttavia eterogeneo e, in base ad esso, si distinguono i seguenti tipi:
- Pupa anoica: la larva non adotta alcun accorgimento, perciò la pupa resta esposta all'ambiente circostante. Alcune pupe anoiche si fissano in vari modi ad un supporto, sul quale hanno disposto grovigli di seta; in alcuni casi restano capovolte, sospese per mezzo di un complesso di uncini (cremaster) o in altro modo e vengono dette sospese; in altri casi restano fissate per mezzo di fili sericei che le avvolgono a cintura e vengono dette cingolate.
- Pupa emioica: l'exuvia dell'ultimo stadio larvale dissecca e si ritrae avvolgendo la parte posteriore del corpo della pupa. Questo tipo si riscontra fra i Coleotteri Coccinellidi e Crisomelidi.
- Pupa evoica: si evolve all'interno di un involucro di vario tipo. Fra le pupe evoiche si riscontrano svariati comportamenti. Alcune rimangono racchiuse nella cuticola larvale non indurita (vari Ditteri e qualche Coleottero Meloide); altre nella cuticola larvale tannizzata, per l'azione di un fenolo e di una ossidasi polifenolica; questo involucro, tipico della generalità dei Ditteri Ciclorrafi, è detto pupario e la pupa è detta coarctata. Pupe di parassitoidi endofagi si evolvono all'interno del corpo della vittima, ormai svuotato. Altre ancora (Tricotteri, Lepidotteri, ecc.) rimangono nell'involucro protettivo della larva e di cui chiudono l'apertura con seta o altri materiali. Diverse si proteggono entro cellette scavate nel terreno, nel legno o in altri substrati, a volte opportunamente tappezzate. Molte, infine, si proteggono entro un bozzolo propriamente detto.

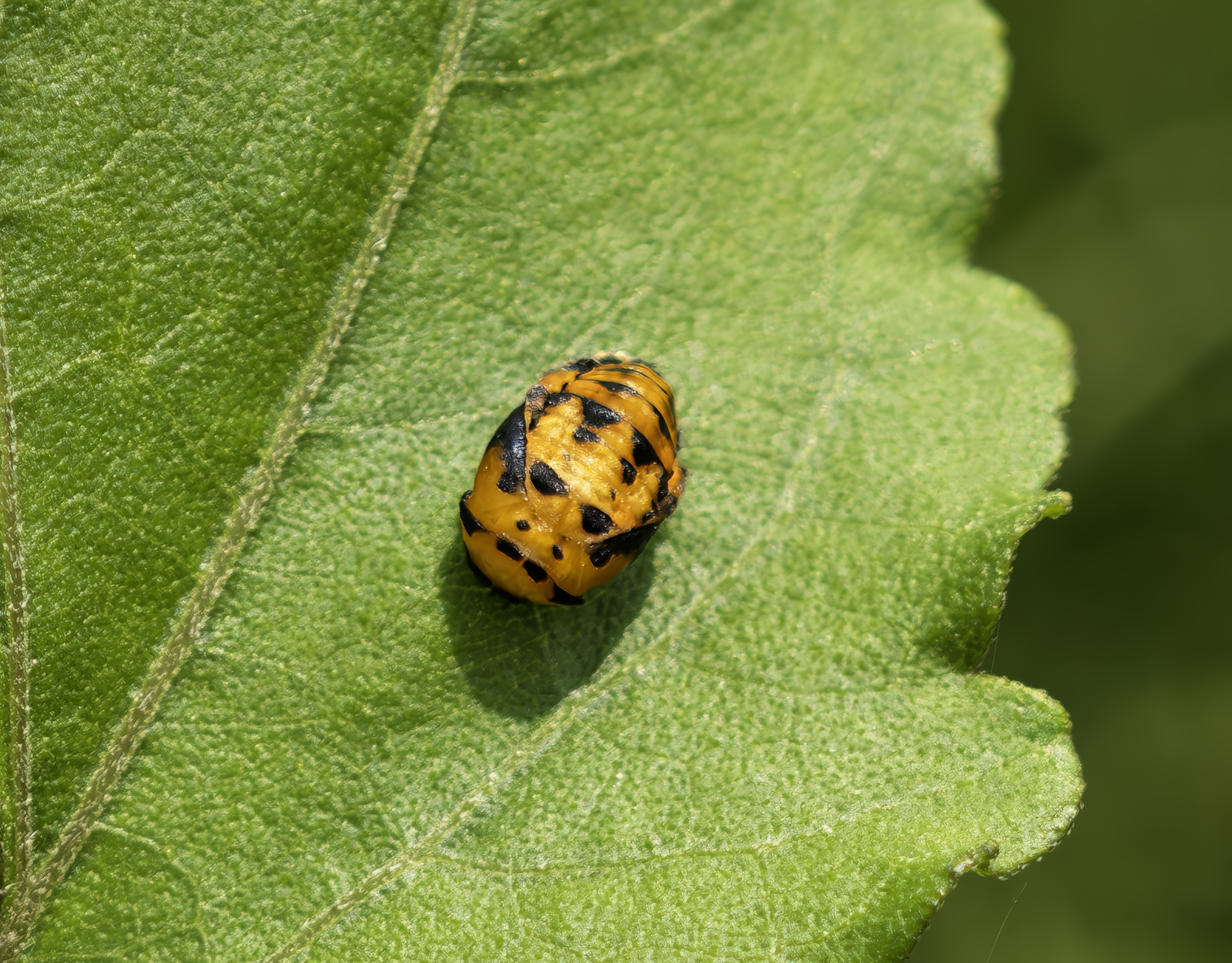
Pupa emioica di Coleottero Coccinellide

Il bozzolo è preventivamente costruito dalla larva matura con seta secreta dalle ghiandole labiali o dai tubi malpighiani, oppure con seta imbrigliante altro materiale, oppure con secreti intestinali che si rapprendono all'aria. I bozzoli hanno forma, spessore grandezza e struttura svariate; talora sono doppi (con due strati concentrici), spesso complicati, sempre adattati alle necessità vitali della pupa ed a quelle dell'immagine che dovrà poi infrangerli in qualche punto per uscirne. Vengono tessuti in diversi modi. Negli Imenotteri Aculeati, ad esempio, la loro trama è costituita da un intreccio più o meno lasso di fili sericei, ottenuti facendo uscire il secreto delle ghiandole labiali da uno dei due angoli anteriori della filiera. Il punto in cui le pareti del bozzolo vengono a contatto per chiudersi spesso è contrassegnato da strutture particolari, semplici, multiple o complesse o da sovrastrutture di forma varia.
Infine, accade a volte che due o più larve costruiscano insieme un solo bozzolo o più bozzoli, reciprocamente collegati in un tutto unico.

## Metamorfosi anormali

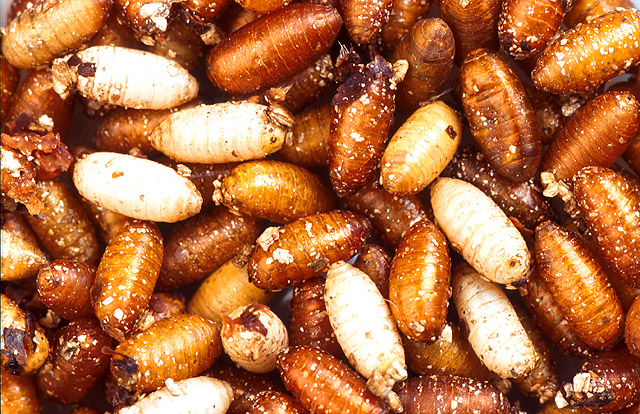
Pupari di Ceratitis capitata (Diptera: Tephritidae).

Viene detta protetelia la comparsa occasionale e prematura, nelle larve, di caratteri tipici degli adulti. Col termine isterotelia viene invece indicata la permanenza teratologica di caratteri larvali nelle pupe e nelle immagini. Viene detta metatelia la condizione, pure teratologica, di pupe che non presentano tutti i caratteri dell'immagine. Metamorfosi anormali possono presentarsi anche negli eterometaboli.
Questi fenomeni si verificano quando l'insetto viene esposto a particolari condizioni ambientali: alte e basse temperature, basse concentrazioni di ossigeno, radiazioni di varia natura, campi elettromagnetici ad alta frequenza, composti chimici di varia struttura, ecc. Questi fattori possono agire altresì sulla madre, riflettendosi pesantemente sulla prole e innescando teratogenie nell'uovo stesso. Più frequentemente, però, è nel corso dello sviluppo postembrionale dell'insetto che si verificano le condizioni per la comparsa di questi fenomeni.
Alla base di questi fenomeni è un bilancio alterato sia della neotenina (ormone giovanile) sia dell'ecdisone (ormone della muta), conseguenti ad una riduzione o ad un aumento dell'attività dei corpi allati e delle ghiandole toraciche.
Gli effetti di determinate sostanze, molte di origine naturale, vengono anche utilizzati dall'uomo per la lotta ad insetti nocivi.

## Modificazioni postmetamorfiche
Divenuto immagine, l'insetto può subire ulteriori modificazioni, a volte modeste, a volte estremamente vistose, che riguardano la livrea e la conformazione di parti del soma, organi interni compresi.
Nelle prime (modifiche della livrea) rientrano, ad esempio, la caduta delle ali o la loro ablazione, tanto in forme solitarie (vari Ditteri, Zoratteri), quanto in forme sociali, dopo i voli nuziali (femmine di Imenotteri Formicidi e casta dei reali degli Isotteri). Un'altra modifica può essere la degenerazione dei muscoli alari con conseguente inibizione del volo.
Nelle seconde (modifiche del soma) si riscontrano vari comportamenti più o meno singolari. Ad esempio, nei Ditteri Streblidi del genere Ascodipterum, parassiti di pipistrelli, le femmine, una volta fissate sull'ospite, perdono gli occhi, le ali e quasi interamente le zampe, introflettono testa e torace nell'addome e si trasformano in una specie di piccolo otre biancastro che non ha più alcuna parvenza di insetto.
I numerosi casi di fisogastria, che si riscontrano, con vari gradi di intensità, in diversi Ordini (Isotteri, Lepidotteri, Ditteri, Sifonatteri, Coleotteri, Imenotteri, ecc.) sono collegati all'ingrandimento degli organi coinvolti con la riproduzione, oppure alla dilatazione di un tratto del canale alimentare. Nel primo caso (fisogastria associata alla riproduzione) si citano i Sifonatteri tropicali del genere Tunga, detti pulci penetranti: le femmine si infossano nella cute dei loro ospiti, gonfiando mostruosamente l'addome. Sempre legata alla riproduzione è la fisogastria delle femmine anfigoniche immaginali delle specie più elevate di Isotteri Termitidi: le regine trasformano il loro addome in una sorta di salsiccia, centinaia di volte più voluminoso di quanto non fosse al momento della sciamatura, divenendo così incapaci di qualunque spostamento. In esse, insieme all'enorme sviluppo degli ovarioli, si accrescono la massa di emolinfa ed il corpo adiposo, si ingrandisce il cuore, si allungano i tubi malpighiani, si accresce il mesentero, si ipertrofizzano le trachee e le ghiandole endocrine retrocerebrali; per converso, si involvono o degenerano i muscoli alari, quelli mandibolari, la parte interna degli occhi, le ghiandole salivari, ecc. Nel secondo caso (fisogastria associata all'apparato digerente) si citano le Formiche americane del Genere Mirmecocystus, che, rimpinzate dalle compagne con liquidi nutritivi di origine animale o vegetale, li conservano a disposizione della comunità dilatando l'ingluvie in un enorme pallone che, a sua volta, distende fino al limite del possibile le membrane intersegmentali dell'addome facendo dell'insetto una specie di otre vivente.

## Rigenerazione
La facoltà di rigenerare appendici segmentali o altre parti, amputate o estirpate dal corpo degli Insetti, varia con lo stadio di sviluppo in cui lo stesso si trova, con il suo stato fisiologico, con la specie alla quale appartiene e viene influenzata da fattori ambientali. I meccanismi di regolazione della rigenerazione sembrano anch'essi ormonali e l'ormone interessato è quello cerebrale, che agisce stimolando la secrezione delle ghiandole toraciche, o forse anche da solo.
Negli ametaboli e negli eterometaboli, cioè negli Insetti a metamorfosi graduale, e poco impegnativa, l'amputazione o la mutilazione, fatte in un periodo più o meno precoce della vita postembrionale, consentono, durante le intermute, una graduale riformazione dell'appendice asportata. All'inizio, infatti, la rigenerazione risulta spesso ipotipica. Le zampe, ad esempio, appaiono prima con un numero di segmenti inferiore al normale ed acquistano gli altri in seguito, se il numero di mute che restano da compiersi è sufficiente, altrimenti rimangono oligomere. Nella rigenerazione la polarità del sistema morfologico resta conforme a quella dei suoi elementi formatori. Il fenomeno si spiega ammettendo che l'influenza determinante la formazione ("campo di individuazione") persista dopo la scomparsa dell'organo stesso. Se questo non risulta completamente determinato, una volta estirpato può rigenerarsi (ricapitolazione dei processi ontogenetici).
Fra gli olometaboli la rigenerazione delle appendici larvali amputate o mutilate è ugualmente possibile, ma il loro comportamento varia in modo notevole. Se l'amputazione delle appendici larvali ha ripercussioni più o meno sensibili sulle corrispondenti appendici dell'immagine, ciò accade perché sono stati coinvolti nell'offesa i dischi immaginali o i derivati abbozzi dell'appendice immaginale contenuti nella larva.
Nei processi di rigenerazione le anormalità più frequenti sono due: la biforcazione o triforcazione dell'appendice riformata ed il rimpiazzo di un'appendice con quella di un'altra regione somatica (eteromorfosi o omeosi). Nel primo caso le branche giacciono su un piano; quella interna è un'immagine speculare della normale (Legge di Bateson). Nel secondo caso i caratteri fisiologici dell'appendice eteromorfa sono quelli dell'appendice normale.